# Славкинское сельское поселение
Сла́вкинское се́льское поселе́ние — муниципальное образование в составе Николаевского района Ульяновской области. Административный центр — село Славкино.

## Население
| 2010  | 2012  | 2013  | 2014  | 2015  | 2016  | 2017  |
| ----- | ----- | ----- | ----- | ----- | ----- | ----- |
| 1721  | ↘1668 | ↘1608 | ↘1544 | ↘1493 | ↘1461 | ↘1412 |
| 2018  | 2019  | 2020  | 2021  |       |       |       |
| ↘1380 | ↘1353 | ↘1310 | ↘1287 |       |       |       |

## Состав сельского поселения
В состав поселения входят 2 населённых пункта — села.
| № | Населённый пункт | Тип населённого пункта       | Население |
| - | ---------------- | ---------------------------- | --------- |
| 1 | Андреевка        | село                         | 396       |
| 2 | Славкино         | село, административный центр | 1325      |